# Formosatettix camurimargina
Formosatettix camurimargina är en insektsart som beskrevs av Zheng, Z. och X. Ou 2004. Formosatettix camurimargina ingår i släktet Formosatettix och familjen torngräshoppor. Inga underarter finns listade i Catalogue of Life.